# نمو أسي أحيائي

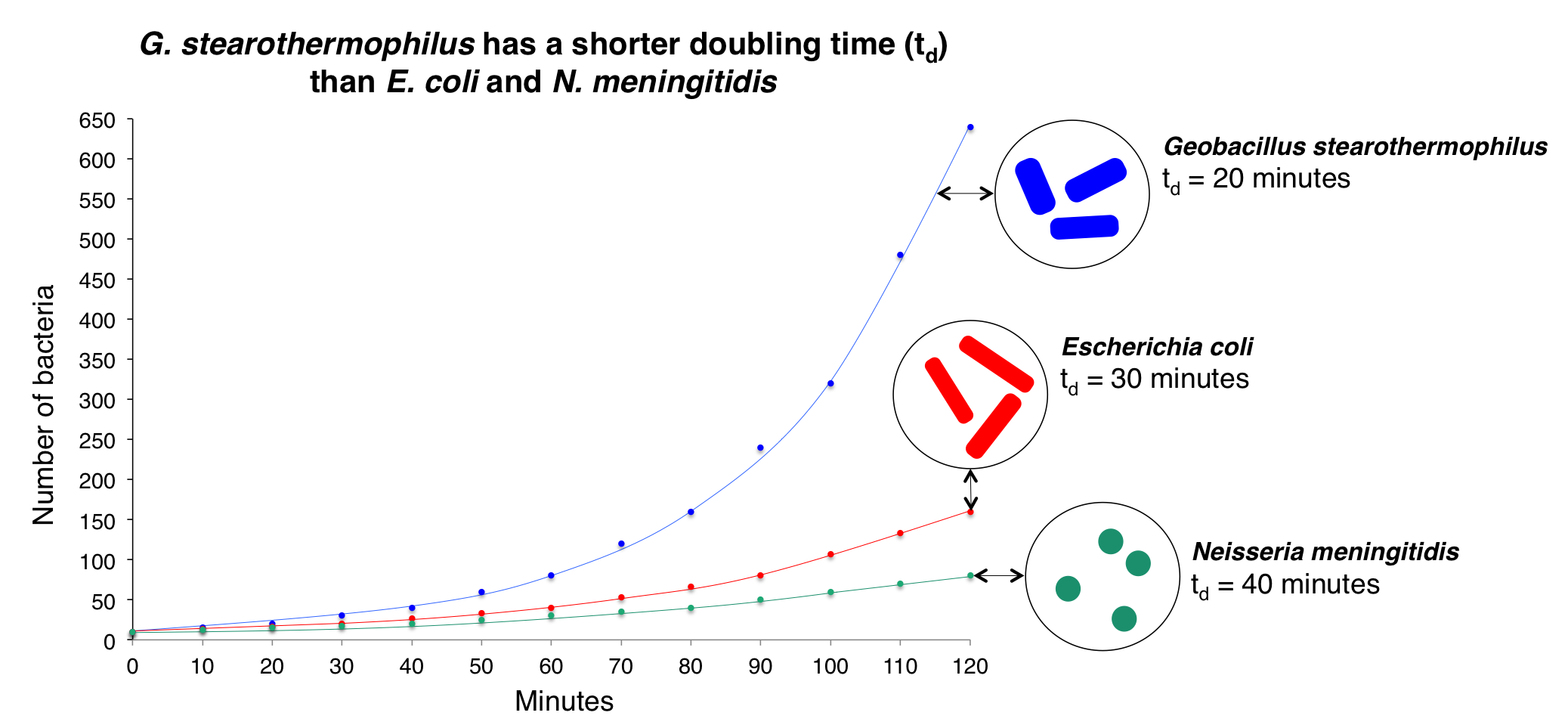
رسم بياني يوضح النمو الأسّي لثلاثة أنواع من البكتيريا

النمو الأسّي الأحيائي هو النمو الأسّي للكائنات الأحيائية. عندما تكون وفرة الموارد لا حدود لها في الموطن، فهذا يؤدي إلى نمو التجمع السكاني للـمتعضية التي تعيش في الموطن بطريقة أسّية أو هندسية.
ومعلوم أن وفرة المصادر من الاحتياجات الضرورية لنمو السكان. وفي الحالات المثالية، عندما تكون المصادر غير محدودة فبمقدور كل نوع أن يحقق أقصى جهده الفطري في زيادة عدده، وهذا هو ما لاحظه تشارلز داروين عند وضعه لنظرية الاصطفاء الطبيعي.
إذا ما افترضنا أن عدد السكان هو ن وأن معدل المواليد (للفرد الواحد) هو ب وأن معدل الوفيات (لفرد الواحد) هو د فإن الزيادة أو الانخفاض في ن أثناء فترة ز هي: 
{\displaystyle dN/dt=(b-d)N}
(ب-د) تسمى «المعدل الداخلي للزيادة الطبيعية» وهو مؤشر مهم جدًا لتقييم آثار أي عامل أحيائي أو لا أحيائي على نمو السكان.
وأي نوع ينمو بطريقة أسية في ظل ظروف من الموارد غير المحدودة قد يصل إلى كثافات سكانية هائلة في فترة زمنية وجيزة. وأوضح داروين كيف أن حيوانًا بطيء النمو مثل الفيل قد يصل إلى أعداد سكانية مهولة إذا توفرت له موارد غير محدودة في موطنه.
إذا كانت الولادة تحتاج إلى أبوين فمن السهل حساب عدد السكان باستخدام الدالة التربيعية.